# Silver Grove
Silver Grove – miasto w Stanach Zjednoczonych, w stanie Kentucky, w hrabstwie Campbell.